# Лёбау-Циттау (район)
Лёбау-Циттау (нем. Löbau-Zittau) — бывший район в Германии.
Центр района — город Циттау. Район входил в землю Саксония. Подчинён был административному округу Дрезден . Занимал площадь 698,54 км². Население 142 135 чел. Плотность населения 203 человек/км².
Официальный код района 14 2 86.
В ходе саксонской коммунальной реформы с 1 августа 2008 года стал частью объединённого района Гёрлиц в составе новообразованного дирекционного округа Дрезден.
Район подразделялся на 34 общины.

## Города и общины
Города
1. Бернштадт-на-Айгене (4 114)
2. Эберсбах (8 920)
3. Хернхут (2 757)
4. Лёбау (18 093)
5. Нойгерсдорф (6 318)
6. Нойзальца-Шпремберг (2 494)
7. Остриц (2 924)
8. Зайфхеннерсдорф (4 715)
9. Циттау (25 428)

Объединения общин
Управление Бернштадт/Шёнау-Берцдорф
Управление Гросшёнау-Вальтерсдорф
Управление Хернхут
Управление Лёбау
Управление Нойзальца-Шпремберг
Управление Оберкуннерсдорф
Управление Ольберсдорф
Управление Оппах-Байерсдорф
Общины
1. Байерсдорф (1 316)
2. Бертельсдорф (1 790)
3. Бертсдорф-Хёрниц (2 581)
4. Дюрхеннерсдорф (1 220)
5. Айбау (4 961)
6. Фридерсдорф (1 445)
7. Гросхеннерсдорф (1 556)
8. Гросшёнау (6 635)
9. Гросшвайдниц (1 444)
10. Хайневальде (1 784)
11. Йонсдорф (1 885)
12. Лавальде (2 119)
13. Лойтерсдорф (4 198)
14. Миттельхервигсдорф (4 269)
15. Нидеркуннерсдорф (1 700)
16. Оберкуннерсдорф (2 235)
17. Одервиц (5 972)
18. Ольберсдорф (5 944)
19. Оппах (2 978)
20. Ойбин (1 609)
21. Розенбах (1 743)
22. Шёнау-Берцдорф (1 809)
23. Шёнбах (1 374)
24. Штравальде (820)